# Salterio di Harley

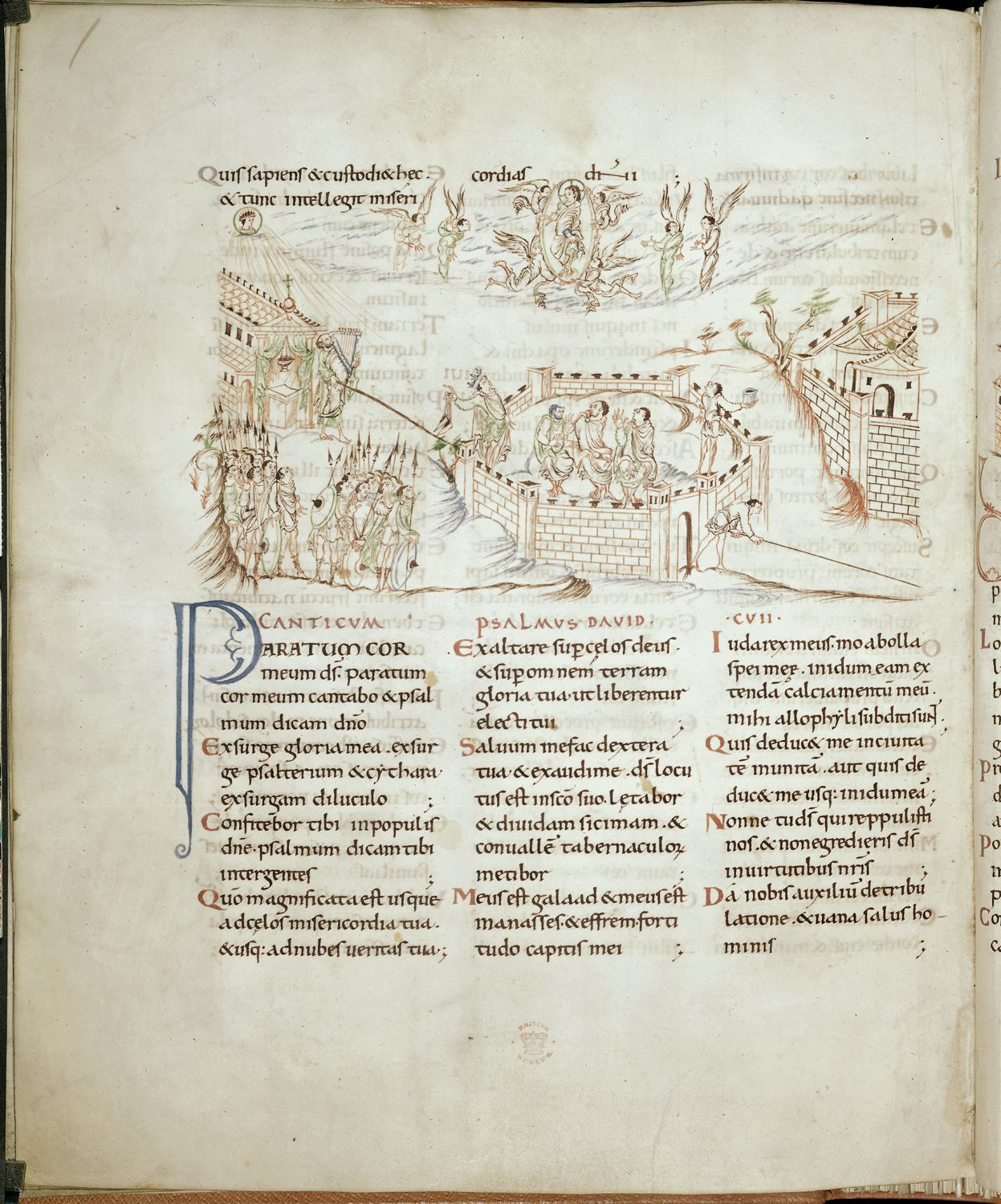
Salmo 108 f55v

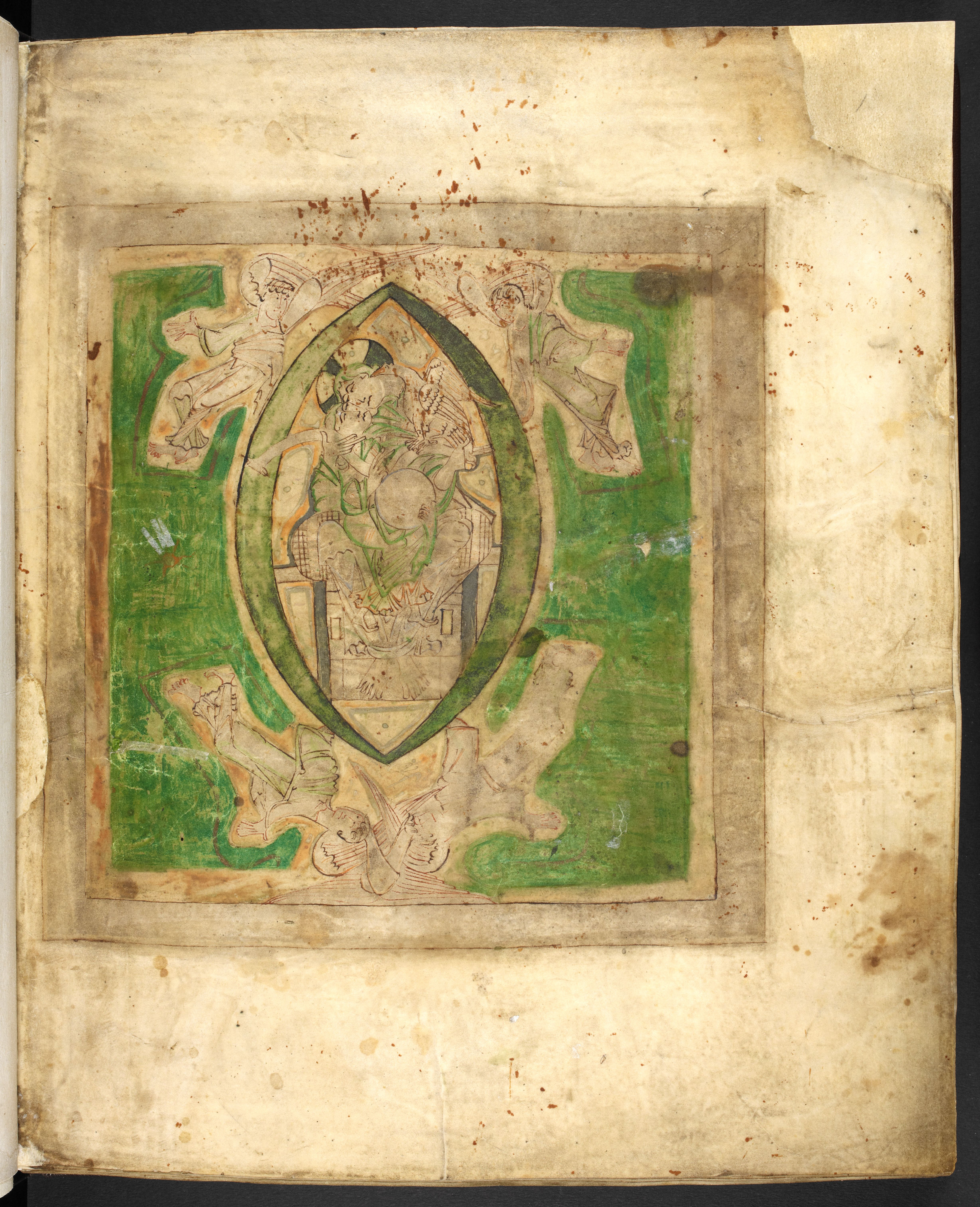
Miniatura della Trinità nel primo folio

Il salterio di Harley (British Library Harley MS 603) è un manoscritto miniato del secondo e terzo decennio dell'XI secolo, con alcune aggiunte successive. È un salterio latino su pergamena, misura 380 x 310 mm ed è stato probabilmente prodotto nella Cattedrale di Canterbury. Il mecenate più probabile di un'opera così costosa sarebbe stato l'arcivescovo di Canterbury dell'epoca, forse Æthelnoth, che fu consacrato nel 1020 e rimase a Canterbury fino al 1038.

## Descrizione
Il salterio di Harley è la prima delle tre copie medievali sopravvissute del Salterio di Utrecht del c. 820, poi a Canterbury; gli ultimi furono il Salterio di Eadwine del XII secolo e il Salterio anglo-catalano. Contiene più di 100 disegni colorati dell'XI secolo e disegni a tempera nello stile di Utrecht, che terminano bruscamente al Salmo 143:12, probabilmente a causa della perdita di pagine piuttosto che dell'interruzione dell'opera originale. Il salterio è particolarmente interessante per essere stato scritto in tre fasi. La prima fase sembra essere iniziata con l'intenzione di produrre una copia ragionevolmente esatta delle illustrazioni e della disposizione del Salterio di Utrecht, sebbene la forma gallica dei salmi in quest'opera sia stata sostituita dalla forma romana. Questa fase comprende la prima (ff.1-27) e la terza (ff.50-7) fase del manoscritto ed è scritta da un solo scriba.
La seconda fase della produzione è rappresentata dalla quarta sezione (ff.58-73), dove lo stesso amanuense della prima fase continuò a scrivere i salmi, ma invece di imitare l'impianto del Salterio di Utrecht, lasciò semplicemente dei vuoti per illustrazioni all'inizio di ogni salmo. L'artista che colmò queste lacune si allontanò ulteriormente anche dal Salterio di Utrecht, utilizzando composizioni molto più semplici.
La terza fase del manoscritto è racchiusa nella seconda sezione del Salterio (ff.28-49) che sembra essere stata scritta più tardi dallo scriba Eadui Basan, sebbene la sua mano sembri anziana o inferma rispetto all'opera da lui prodotta nel 1018. In questa parte del manoscritto si trovano solo due disegni dell'XI secolo; è stato suggerito che questo sia stato scritto per sostituire una parte del Salterio che era stata persa o danneggiata, poiché riempie un vuoto tra due sezioni di lavori apparentemente precedenti.
Janet Backhouse ha descritto il salterio Harley come "uno dei più importanti manoscritti miniati inglesi pre-conquista".